# Chionea (Sphaeconophilus) botosaneanui
Chionea (Sphaeconophilus) botosaneanui is een tweevleugelige uit de familie steltmuggen (Limoniidae). Ze komen voor in het Palearctisch gebied.